# Afrotyphlops blanfordii
Espèce
Synonymes
- Typhlops blanfordii Boulenger, 1889

Statut de conservation UICN

 DD  : Données insuffisantes
Afrotyphlops blanfordii est une espèce de serpents de la famille des Typhlopidae. 

## Répartition
Cette espèce se rencontre en Éthiopie et en Érythrée entre 1 000 et 2 450 m d'altitude.

## Description
L'holotype de Afrotyphlops blanfordii mesure 320 mm. Son dos est gris olivâtre avec des écailles noirâtres à leur racine. Sa face ventrale est marquée par une fine ligne médiane blanchâtre.

## Étymologie
Cette espèce est nommée en l'honneur de William Thomas Blanford.

## Publication originale
- Boulenger, 1889 : Descriptions of new Typhlopidæ in the British Museum. Annals and Magazine of Natural History, sér. 6, vol. 4, p. 360-363 (texte intégral).